# Magasins à rayons Peoples Inc. (Syndic de) c. Wise
Magasins à rayons Peoples Inc. (Syndic de) c. Wise est un arrêt de principe de la Cour suprême du Canada sur la portée de l'obligation fiduciaire des administrateurs et des dirigeants d'une société. En examinant l'obligation des administrateurs en vertu de l'article 122(1) de la Loi canadienne sur les sociétés par actions (« LCSA »), la Cour a conclu qu'il existe une distinction entre les intérêts de la société et ceux des parties prenantes et des créanciers. 

## Contexte
Les Magasins Wise (« The Wise Stores Inc ».) était une chaîne de magasins de détail dont les actions étaient principalement détenues par les trois frères Wise. En 1992, elle a acquis Peoples Department Store, un concurrent. À partir de 1994, les intérêts commerciaux des frères Wise traversent une période difficile. Pour réduire les coûts, ils ont développé un système dans lequel certains stocks seraient achetés par l'intermédiaire de Peoples, puis transférés à Wise à crédit. Bientôt, Wise devait plus de 18 millions de dollars à Peoples. 
En 1995, Wise et Peoples ont déclaré faillite. Les créanciers de Peoples ont intenté une action contre les frères Wise pour manquement à leurs obligations fiduciaires en tant qu'administrateurs en vertu de l'article 122(1) de la LCSA en mettant en œuvre le régime de crédit. Les fiduciaires ont soutenu que les frères Wise préféraient les intérêts de Wise Stores à ceux de Peoples.
Au procès, la Cour supérieure du Québec a conclu que les frères Wise avaient manqué à leur obligation fiduciaire. Cette décision a été infirmée par la Cour d'appel du Québec. 

## Motifs de la décision de la Cour
Dans une décision unanime rédigée par les juges Major et Deschamps, la Cour a confirmé la décision de la Cour d'appel, mais pour des motifs différents. La Cour d'appel s'était fortement appuyée sur la décision de la Cour suprême dans 373409 Alberta Ltd. (Séquestre de) c. Banque de Montréal, pour rendre sa décision. Cependant, cette affaire portait sur les droits de la société et non sur les droits des créanciers. Par conséquent, cette décision ne s'appliquait pas à l'affaire People's. 
La Cour a examiné le sens de l'obligation de diligence du directeur prévue à l'article 122(1)b) de la LCSA. En examinant l'existence d'une obligation fiduciaire due par les administrateurs, la Cour a examiné le libellé de l'article 122(1) LCSA et a conclu que l'obligation était due à la société et que les intérêts de la société ne devaient pas être confondus avec ceux des créanciers. Lors de l'examen de la norme du droit, ils ont noté que l'expression « en pareilles circonstances » signifiait qu'une norme objective était requise : 

« Nous préférons la décrire comme une norme objective.  Ainsi, il devient évident que dans le cas de l’obligation de diligence prévue à l’al. 122(1) b), ce sont les éléments factuels du contexte dans lequel agissent l’administrateur ou le dirigeant qui sont importants, plutôt que les motifs subjectifs de ces derniers, qui sont l’objet essentiel de l’obligation fiduciaire prévue à l’al. 122(1) a) de la LCSA »

Ils ont ensuite noté que le devoir de diligence sera satisfait lorsque le directeur agit « avec prudence et en s’appuyant sur les renseignements dont ils disposaient ».
Ils ont également affirmé l'utilisation de la règle de l'appréciation commerciale au Canada, déclarant : « Les tribunaux ne doivent pas substituer leur opinion à celle des administrateurs qui ont utilisé leur expertise commerciale [...].  Ils sont toutefois en mesure d’établir, à partir des faits de chaque cas, si l’on a exercé le degré de prudence et de diligence nécessaire pour en arriver à ce qu’on prétend être une décision d’affaires raisonnable au moment où elle a été prise. »